# Рвачки клуб Партизан
Рвачки клуб Партизан је српски рвачки клуб из Београда и део је ЈСД Партизан.

## Историја
Клуб је основан 1948. године. До сада је десет пута био национални шампион. Док је национални куп освајао шеснаест пута. Највећи успех је остварио 2009. године када је постао шампион Европе. Такође, једном је освојио и Куп Европе.

## Трофеји
- Национално првенство
  - Прваци (10): 1951, 1953, 1954, 1955, 1956, 1957, 1959, 1992, 2008, 2009.
- Национално првенство – слободни стил
  - Прваци (2): 1955, 1956.
- Национални куп
  - Освајачи (16): 1953, 1954, 1955, 1956, 1957, 1998, 2002, 2004, 2005, 2006, 2010, 2011, 2012, 2013, 2019, 2021.
- Национални суперкуп
  - Освајачи (2): 2002, 2006.
- Лига шампиона
  - Прваци (1): 2009.
- Куп Европе
  - Прваци (1): 2010.

## Познати рвачи
- Боривој "Бора" Вуков
- Давор Штефанек
- Александар Максимовић
- Кристијан Фрис
- Радомир Петковић
- Марко Бојковић